# 上杉勇司
上杉勇司（Yuji Uesugi，1970年—），是一位日本国际政治学者。现早稻田大学国际学术院教授，冲绳和平协力中心副理事长，广岛和平建设人才育成中心主任。

## 人物·经历
出生于日本静冈县。毕业于国际基督教大学教养学部，拥有乔治梅森大学冲突分析与解决研究所冲突分析与解决学硕士与肯特大学国际冲突分析博士学位 。曾任广岛大学国际协力研究科副教授、早稻田大学国际学术院副教授 ，现任早稻田大学国际学术院教授 。兼任冲绳和平协力中心副理事长、广岛和平建设人才培养中心主任 。曾荣获日本国际安全保障学会加藤阳三奖、秋野丰奖。 

## 著作
- 《改变联合国维和行动和冲突解决：连接创造和平与建设和平》明石书店 2004 年
- 《新建设和平理论：从冲突预防到重建支援》（与山田充、小川英树、野本圭介合编）明石书店 2005
- 《冲突与人类安全保障：寻找建设和平的新方法》（与筱田英朗合编）国际书院 2005
- 《国家建设中的军民关系：连接重建失败国家的理论与实践》（与青井千由纪合编）国际书院 2008
- 《欧亚大陆的冲突与和平》（与广濑佳一、小笠原高雪合编）明石书店 2008
- 《通过研讨会了解冲突解决和和平建设》（与小林绫子和中本智津合编）明石书店 2010
- 《建设和平中的安全部门改革》（与藤重博美、吉崎知典合编）国际书院 2012
- 《纷争解决学入门：理论与实践相结合的分析视角与思维方法》（与长谷川晋合编）大学教育出版社 2016年
- 《整个日本为了世界：建设和平、人道主义援助和救灾的新形式》（与藤重博美、吉崎知典、本多伦彬合编）内外出版 2016年
- 《国际和平合作入门：对国际社会的贡献和日本的挑战》（与藤重博美合编）Minerva Shobo 2018
- 《混合国家建设：自由主义与地方焦点之间》（与藤重博美合编）中西屋出版社2019年
- 《我们怎样才能停止争端呢？：从 17 岁开始的冲突解决研究》WAVE出版 2023
- 《如何走过冲突地区：实地考虑的和解之路》筑摩书房 2023

## 脚注
1. 1 2  晴れの日も、普段の日も　一期一会の着物で過ごす （页面存档备份，存于）早稲田ウィークリー	Waseda Weekly 早稲田ウィークリー
2. ↑  .   [2023-12-19]. （原始内容存档于2023-06-08）.
3. ↑  写真a ウエスギ　ユウジ 上杉　勇司 （页面存档备份，存于）早稲田大学研究者データベース
4. ↑  スタッフからのメッセージ （页面存档备份，存于）広島平和構築人材育成センター（HPC）